# Thomas Monconduit
Thomas Monconduit, né le 10 février 1991 à Drancy en France, est un footballeur français qui évolue au poste de milieu défensif à l'Amiens SC.

## Biographie

### AJ Auxerre (2007-2014)
Pendant sa jeunesse, il joue successivement pour le JA Drancy, l'INF Clairefontaine, puis intègre le centre de formation de l'AJ Auxerre.
À son arrivée au centre de formation de l'AJA, il évolue comme défenseur gauche jusqu'en U19. En U19 et avec l'équipe réserve, il devient défenseur droit, voir parfois comme milieu défensif. Il participe ainsi aux matchs de l'équipe réserve de l'AJ Auxerre, il en obtient même le capitanat sous la direction de Bernard David, au cours de la saison 2010-2011. Au cours de cette saison-là, il termine 4e avec la réserve en CFA.
Il fait partie de la même promotion que Willy Boly ou Yaya Sanogo.
Il participe pour la première fois à un match de l'équipe première de l'AJ Auxerre lors de la saison 2012-2013 en entrant à la 40e minute du jeu pour remplacer Prince Segbefia. Auparavant, il n'avait intégré l'équipe première qu'à trois reprises, mais en ne restant que sur le banc des remplaçants. Lors de son entrée en jeu contre les Chamois niortais, il permet à son équipe de l'emporter par 4 buts à 2. Sa prestation arrive à convaincre son nouvel entraîneur, Bernard Casoni, qui le titularise lors des matchs suivants contre le SCO Angers (défaite 2 buts à 1) et le Clermont Foot (victoire 2 buts à 1).
Il termine son contrat avec l'AJ Auxerre en juin 2014, sans que son club formateur ne lui propose une prolongation de contrat. Évian Thonon Gaillard se montre un temps intéressé par son profil, mais une blessure l'empêche de signer dans un nouveau club,.
Après plusieurs opérations pour soigner sa blessure, il est contacté par un club belge et un club portugais, mais sans donner suite. En février-mars 2015, il fait un essai de trois semaines au Los Angeles Galaxy aux États-Unis où il retrouve un ancien coéquipier de l'AJ Auxerre : André Auras.

### Amiens SC (2015-)
En juin 2015, après une saison sans club, il signe à l'Amiens SC. En septembre 2015, peu de temps après son arrivée et sa guérison d'une pubalgie qui a duré une année, il est de nouveau blessé.
À l'issue de la saison 2015-2016, l'Amiens SC termine 3e du championnat de National, à l'issue de la rencontre Amiens-Belfort le vendredi 3 juin 2016. Le club retrouve ainsi la seconde division.
Au cours des matchs de préparation de l'été 2016, Christophe Pélissier décide de lui confier le brassard de capitaine pour la saison à venir.
Il y fait son retour pendant le mercato de février 2025.

### FC Lorient (2020-2022)
Le 26 août 2020, il signe au FC Lorient et retrouve son ancien entraîneur Christophe Pelissier.

### AS Saint-Étienne (2022-2025)
Le nouveau coach de Lorient, Régis le Bris, ne comptant pas sur lui, Thomas Monconduit signe en faveur de l'AS Saint-Étienne le 30 août 2022 jusqu'en 2025, dans le même temps de deux anciens lorientais, Léo Pétrot et Matthieu Dreyer. Ce dernier aurait d'ailleurs été un élément important dans sa signature au Forez, Monconduit ayant de nombreuses autres possibilités, comme Amiens ou Metz.
Il joue son premier match avec les Verts en remplaçant Benjamin Bouchouari contre Pau le 5 septembre 2022, rencontre qui se finit sur un match nul 2-2.
Convaincant pour ses premières prestations, il est titularisé pour les cinq prochains matchs, où il délivre notamment deux passes décisives, dont une contre Bordeaux pour Ibrahima Wadji après un très bel enchaînement avec Dylan Chambost. Il est néanmoins absent durant les mois de novembre et décembre, blessé au mollet.
Il quitte le club durant le mercato de février 2025.

### Vie privée
Il est le petit-fils de l'ancienne députée de Seine-Saint-Denis, Muguette Jacquaint, membre du parti communiste.

## Statistiques
| Saison                | Club                  | Championnat           | Championnat | Championnat | Championnat | Coupe nationale | Coupe nationale | Coupe nationale | Coupe de la Ligue | Coupe de la Ligue | Coupe de la Ligue | Autres compétitions | Autres compétitions | Autres compétitions | Autres compétitions | Total | Total | Total |
| Saison                | Club                  | Division              | M.          | B.          | P.d.        | M.              | B.              | P.d.            | M.                | B.                | P.d.              | Comp.               | M.                  | B.                  | P.d.                | M.    | B.    | P.d.  |
| 2011-2012             | AJ Auxerre            | Ligue 1               | -           | -           | -           | 1               | 0               | 0               | -                 | -                 | -                 | -                   | -                   | -                   | -                   | 1     | 0     | 0     |
| 2012-2013             | AJ Auxerre            | Ligue 2               | 15          | 0           | 1           | -               | -               | -               | -                 | -                 | -                 | -                   | -                   | -                   | -                   | 15    | 0     | 1     |
| 2013-2014             | AJ Auxerre            | Ligue 2               | 27          | 0           | 2           | 4               | 1               | 0               | 2                 | 0                 | 0                 | -                   | -                   | -                   | -                   | 33    | 1     | 2     |
| Sous-total            | Sous-total            | Sous-total            | 42          | 0           | 3           | 5               | 1               | 0               | 2                 | 0                 | 0                 | -                   | 0                   | 0                   | 0                   | 49    | 1     | 3     |
| 2015-2016             | Amiens SC             | National              | 19          | 2           | 1           | 2               | 0               | 0               | -                 | -                 | -                 | -                   | -                   | -                   | -                   | 21    | 2     | 1     |
| 2016-2017             | Amiens SC             | Ligue 2               | 36          | 3           | 4           | 1               | 0               | 0               | -                 | -                 | -                 | -                   | -                   | -                   | -                   | 37    | 3     | 4     |
| 2017-2018             | Amiens SC             | Ligue 1               | 34          | 1           | 3           | -               | -               | -               | 2                 | 0                 | 0                 | -                   | -                   | -                   | -                   | 36    | 1     | 3     |
| 2018-2019             | Amiens SC             | Ligue 1               | 33          | 0           | 1           | 1               | 0               | 0               | 1                 | 0                 | 0                 | -                   | -                   | -                   | -                   | 35    | 0     | 1     |
| 2019-2020             | Amiens SC             | Ligue 1               | 19          | 0           | 0           | 1               | 0               | 0               | 3                 | 1                 | 0                 | -                   | -                   | -                   | -                   | 23    | 1     | 0     |
| Sous-total            | Sous-total            | Sous-total            | 141         | 6           | 9           | 5               | 0               | 0               | 6                 | 1                 | 0                 | -                   | 0                   | 0                   | 0                   | 152   | 7     | 9     |
| 2020-2021             | FC Lorient            | Ligue 1               | 27          | 2           | 0           | 1               | 0               | 1               | -                 | -                 | -                 | -                   | -                   | -                   | -                   | 28    | 2     | 1     |
| 2021-2022             | FC Lorient            | Ligue 1               | 34          | 3           | 2           | 1               | 0               | 0               | -                 | -                 | -                 | -                   | -                   | -                   | -                   | 35    | 3     | 2     |
| Sous-total            | Sous-total            | Sous-total            | 61          | 5           | 2           | 2               | 0               | 1               | 0                 | 0                 | 0                 | -                   | 0                   | 0                   | 0                   | 63    | 5     | 3     |
| 2022-2023             | AS Saint-Étienne      | Ligue 2               | 23          | 0           | 2           | 1               | 0               | 0               | -                 | -                 | -                 | -                   | -                   | -                   | -                   | 24    | 0     | 2     |
| 2023-2024             | AS Saint-Étienne      | Ligue 2               | 23          | 0           | 1           | 1               | 0               | 0               | -                 | -                 | -                 | BR                  | 2                   | 0                   | 0                   | 26    | 0     | 1     |
| Sous-total            | Sous-total            | Sous-total            | 46          | 0           | 3           | 2               | 0               | 0               | 0                 | 0                 | 0                 | -                   | 2                   | 0                   | 0                   | 50    | 0     | 3     |
| 2024-2025             | Amiens SC             | Ligue 2               | 9           | 0           | 0           | -               | -               | -               | -                 | -                 | -                 | -                   | -                   | -                   | -                   | 9     | 0     | 0     |
| 2025-2026             | Amiens SC             | Ligue 2               | -           | -           | -           | -               | -               | -               | -                 | -                 | -                 | -                   | -                   | -                   | -                   | 0     | 0     | 0     |
| Sous-total            | Sous-total            | Sous-total            | 9           | 0           | 0           | 0               | 0               | 0               | 0                 | 0                 | 0                 | -                   | 0                   | 0                   | 0                   | 9     | 0     | 0     |
| Total sur la carrière | Total sur la carrière | Total sur la carrière | 299         | 11          | 17          | 14              | 1               | 1               | 8                 | 1                 | 0                 | -                   | 2                   | 0                   | 0                   | 323   | 13    | 18    |

## Palmarès
- Amiens SC
  - Championnat de France D2
    - Vice-champion : 2017

### Distinction personnelle
- Étoile d'or France Football du meilleur joueur de Ligue 2 en 2017[19]